# Doudou Toure
Doudou Toure (* 29. Dezember 1991 in Rosso) ist ein mauretanischer Fußballspieler.

## Karriere

### Jugend
Der im mauretanischen Rosso geborene Toure emigrierte im Alter von zwei Jahren mit seiner Familie zunächst nach Gambia, 13-jährig kam er im Juli 2004 in die Vereinigten Staaten nach Atlanta.
Dort spielte er 2004 und 2005 in den Nachwuchsteams des Stars Soocer Clubs, mit dessen U-17 er den Atlanta Cup gewann. Anschließend war er von 2006 bis 2007 in den Jugendteams von Atlanta Fire United aktiv. Er besuchte die Joseph Wheeler High School in Marietta, Georgia.

### Profi
2008 wurde ihm vom Major-League-Soccer-Klub FC Dallas ein Developmental Contract, ein niedrig dotierter Vertrag für Nachwuchsspieler, angeboten, aus bürokratischen Gründen wurde dieser aber nie gültig. Stattdessen wechselte Toure nach Mexiko zum CF Monterrey, wo er für das Jugendteam und die Reservemannschaft in der Primera División 'A' aktiv war. 
Im Sommer 2009 kehrte Toure nach Georgia zurück und spielte kurze Zeit für den Amateur-Klub Nuesoft Club.
2010 kam er nach einem Probetraining bei Columbus Crew zu den Vancouver Whitecaps nach Kanada, die zu diesem Zeitpunkt in der kurzlebigen USSF Division 2 Professional League spielten. Toure spielte zunächst für das Reserveteam in der USL PDL, im Mai 2010 debütierte er im Rahmen der Canadian Championship gegen Montreal Impact im Profiteam und absolvierte in der Folge auch fünf Ligaspiele bei den Profis. In der Saison 2011 gehört er wieder zum Residency-Aufgebot, trainiert aber auch mit dem zu Saisonbeginn in die MLS aufgenommenen Profiteam der Whitecaps und tritt für das MLS-Reserveteam in der MLS Reserve Division an.
Nachdem er die Whitecaps zu Jahresbeginn 2012 verließ, lässt sich ein weiteres Engagement nur für das Jahr 2013 beim chilenischen Club CD San Luis de Quillota feststellen.